# Martin Kabwelulu
Martin Kabwelulu Labilo, né le 13 avril 1948 à Manono, est un homme politique congolais (république démocratique du Congo), membre du Parti lumumbiste unifié (PALU).

## Biographie
Martin Kabwelulu Labilo devient ministre des Mines le 5 février 2007 sous le gouvernement mené par Antoine Gizenga, jusqu'au 25 novembre 2007. Il conserve ce poste après le remaniement du 26 octobre 2008 dans le gouvernement Gizenga II, et dans les gouvernements Muzito I, II, III, Matata I et II.
En février 2011, Kabwelulu négocie avec les banques sud-africaines à la recherche de 150 millions $ afin de remettre sur le marché la Société minière de Bakwanga (MIBA), fermée en novembre 2008. MIBA est dirigée à 20 % par la société Mwana Africa. En mai 2011, Kabwelulu, également ministre des Transports à cette période, annonce un plan de 600 millions $ sur cinq ans afin de construire 700 km de voie ferroviaire dans les zones minières au sud de la république démocratique du Congo. Le projet est payé par la Banque mondiale et le gouvernement congolais. Un accord signé avec la Chine en 2009 permettrait de couvrir 200 millions $ du coût financier.
En mai 2025, Martin Kabwelulu est arrêté. Pendant sa détention, il est interrogé sur les liens entre l'ancien président Joseph Kabila, accusé par le pouvoir du président Félix Tshisekedi d'« insurrection », et le secteur minier. Il est libéré fin juillet 2025.